# 11-11-11
11-11-11 è un film del 2011 scritto e diretto da Darren Lynn Bousman. È ambientato durante le 11:11 dell'11 novembre 2011.

## Trama
(Joseph)
Sarah si risveglia dalle urla improvvise del figlio. Va nel
corridoio e vede il bambino, David, intrappolato tra le fiamme. Cerca
di salvarlo, ma anche lei muore soffocata dalle fiamme; mentre
dietro di loro risiede una statua di un demone/angelo.
7/11/11: Joseph Crone si risveglia da un terribile incubo, dove
appunto Sarah e David (sua moglie e suo figlio) muoiono. Tuttavia, i
due sono realmente morti. Dal fatidico gioco, Joseph, scrittore di
successo grazie al suo ultimo libro, è entrato in crisi. Il suo
agente letterario cerca di risollevargli il morale, dicendo che deve
uscire di casa. Ma l'uomo esce dal suo nido soltanto per andare al
cimitero, in palestra, per il gruppo di sostegno o per lasciarsi
andare alla dissolutezza della città.
8/11/11: Joseph si trova alla riunione del gruppo di sostegno,
dove una giovane donna, Sadie, parla del dolore che ha provato quando
l'uomo che ha amato è morto. Sadie si avvicina poi a Joseph e lo
incita a parlare apertamente con i membri del gruppo per potersi
sfogare. L'uomo rifiuta, ma la ragazza gli dà un libriccino. Dopo
essersi salutati, Joseph fa un incidente; dove fortunatamente ne esce
indenne. Svenuto per via dell'incidente, lo scrittore ha un sogno
dove Sarah e David lo chiamano. Dietro di loro risiede la statua di
un demone/angelo. In ospedale, il medico gli dice che è molto
fortunato a differenza del guidatore della macchina che l'ha
travolto. Joseph, nonostante ciò, sente una presenza, che ha la forma
di un mostro con le corna. che si manifesta, per un tempo assai
breve, per poi scomparire misteriosamente. Sadie si offre di
riaccompagnare a casa lo scrittore, ma mentre esce dall'ospedale,
un'anziana gli intima di "non rispondere alla chiamata".
Ritornato a casa, Joseph riceve una chiamata dal fratello Samuel, che
gli rivela della morte imminente del padre.
9/11/11 (Barcellona, Spagna): Joseph arriva a Barcellona, dove
abitano il padre, Richard e il fratello, Samuel. Arrivati nella loro
grande villa, lo scrittore fa amicizia con Anna, una domestica che si
prende cura di Richard. La domestica ammette di essere molto
cattolica e anche il padre di Joseph e Samuel lo sono, per questo
spesso i tre sono in disaccordo, causando spesso dei litigi che
compromettono la pace nel nucleo familiare. Dentro la villa ci sono
tantissime statue di angeli/demoni, comprate dalla madre di Joseph
quand'era ancora in vita. Samuel rivela al fratello che la chiesa per
il quale lavorava è stata chiusa e gli regala una penna, come
portafortuna. Richard si comporta in maniera molto strana: quando si
trova da solo con Joseph sembra perdere la ragione, arrivando a dire
cose senza senso, tra cui il consiglio di "non rispondere alla
chiamata". Samuel, sotto consiglio di Anna, mostra al fratello
un video della sorveglianza dove appaiono delle presenze misteriose,
secondo Anna sono dei demoni; quest'ultima, inoltre, ha un diario
segreto dove ci sono tantissimi riti cristiani. Le presenza appaiono
alle 11:11 e Joseph ricorda che è lo stesso orario della morte di
David. Sadie, che ha preso il numero di Joseph all'ospedale, lo
chiama e il ragazzo le racconta della coincidenza. Lo scrittore
incomincia a fare delle ricerche, secondo il quale 11:11 rappresenta
una porta di transizione. Mentre fa le ricerche Joseph viene
osservato da una misteriosa presenza. Sentendo dei rumori, setaccia la
casa, trovando la sagoma di David salire le scale con la sedia a
rotelle di Samuel; sparendo qualche secondo dopo. Trova poi Samuel,
che viene strangolato dal nulla. Il fratello lo salva. Quest'ultimo
riceve poi un messaggio da Sadie, inviato alle 11:11. Guarda poi le
registrazioni e nota che allo stesso orario appaiono numerose
presenze.
10/11/11: Joseph, costretta da Anna, si reca alla messa presieduta
da Samuel. Samuel parla dell'importanza del sacrificio, facendo
l'esempio di Abramo e Isacco (Genesi, Verso 22). Mentre l'uomo
parla rassicurando i suoi fedeli che tutti sono peccatori, incluso
egli stesso, un uomo, Javier Cavello, guarda qualcosa di indistinto tra
i rami, che soltanto lui e Joseph riescono a vedere. Javier nota che
anche Joseph è in grado di vedere, ed è quindi un Undici (persone
che notano questo collegamento e hanno la capacità di vedere le
presenze misteriose). Finita la messa, Javier caccia via una pistola,
pronto per uccidere Samuel, credendosi "Il Salvatore".
Joseph riesce a fermarlo e causa la fuga dell'Undici. Samuel dice al
fratello che è molto confuso e che da molto tempo ha perso la vita
del bene. Lo scrittore, trovando la macchina fotografica persa
dall'uomo, decide di sviluppare le foto, ma il commesso gli dice che
le foto saranno pronte soltanto il giorno dopo. Fa poi visita alla
moglie di Javier, che confessa a Joseph l'interesse per i libri
occulti da parte del marito. L'uomo va così in biblioteca e, grazie
al bibliotecario, riesce ad ottenere i libri letti da Javier e a
capire varie cose: le presenze oscure abitano tra due mondi e sono
visibili solo a determinate persone che hanno ricordato la data
dell'11:11 per una ragione. Inoltre, l'11:11, queste presenze saranno
più potente che mai e faranno scorrere sangue innocente per dare il
via all'apocalisse. Tornato a casa, Richard confessa al figlio che
dopo la sua nascita il dottore aveva detto alla moglie che non
avrebbe più avuto bambini, per via di preoccupazioni. Di
conseguenza, la nascita di Samuel è stata un miracolo. Quindi,
Samuel è "Il profeta", un miracolo di Dio ed è proprio
lui che le presenze vogliono uccidere.
11/11/11: È arrivato il giorno tanto atteso. Sadie arriva a
Barcellona e conosce Samuel. Successivamente, Joseph le spiega
dell'Undici. Javier pedina i due ragazzi e cerca di uccidere lo
scrittore, senza riuscirci. Tornato a casa, i due scoprono che
Richard è morto alle 11:11. Dopo aver scritto gli ultimi appunti sul
suo diario personale, Joseph si reca a casa di Javier, ma non
trovandolo, setaccia il suo studio, dove trova molte foto e rituali
satanisti. Javier gli appare all'improvviso e dopo avergli chiesto
dove fosse la sua macchina fotografica, gli spara. Risvegliandosi di
sera, Joseph chiama Sadie e le ordina di prendere le foto da un
negozio. Arrivato a casa, scopre che il fratello ha ucciso Javier per
autodifesa e decide di andarsene via con Samuel, ma il ragazzo gli
dice di prendere i suoi libri, perché sono molto importanti. Joseph
fa come ordinato, ma i demoni entrano nella casa e rapiscono Samuel,
pronti a compiere l'omicidio. Joseph si infrappone tra Samuel e i
demoni, venendo colpito al posto del fratello. I demoni scompaiono,
ma Samuel rivela una verità del tutto inaspettata: lui non è
affatto il Profeta, anzi, è un demone. Ha usato Joseph,
facendogli scrivere appunti sulla sua conversione per creare una
nuova religione. "I demoni" che hanno aggredito Samuel in
realtà sono angeli e hanno cercato di avvertire Joseph dell'identità
del fratello, arrivando addirittura a far apparire David e Sarah.
Javier stava dalla parte del bene, mentre Sadie è un'alleata di
Samuel.
Tempo dopo, Samuel diventa il nuovo "Profeta" e crea la
sua religione. In chiesa appaiono anche Adam, l'agente di Joseph –
ormai morto dal colpo dell'angelo – e Sadie. Si apre una nuova era,
dove la chiesa è guidata dal diavolo.

## Ricorrenza del numero 11
Il numero 11 appare molte volte nel corso della pellicola, tra cui: 
- La morte di David e Sarah è avvenuto alle ore 11:11.
- L'incidente di Joseph è avvenuto alle ore 11:11.
- La morte della madre di Joseph è avvenuta alle 11:11.
- L'aggressione di Samuel è avvenuta alle 11:11.
- Samuel nomina il verso 22 della Genesi (11:11).
- Il messaggio di Saddie è avvenuto alle 11:11.
- La morte di Richard è avvenuta alle 11:11.
- Nel film, le persone che notano i collegamenti dell'undici vengono definite "gli Undici".
- Le registrazioni delle videocamere segnano le 11:11.
- Il registro dei clienti della bottega segna l'11:11.
- Sul diario di Joseph sta scritto 11:11.
- Quando Joseph parla con Sadie al telefono due colonne formano l'11:11.

## Accoglienza

### Incassi
Il film ha avuto un discreto successo negli Stati Uniti, al contrario della Russia e del Brasile, dove la pellicola ha avuto molto successo.

### Critica
Il film è stato completamente bocciato dalla critica, su Rotten Tomatoes ha ricevuto su 14 recensioni solo il 7% della percentuale di critiche positive.